# Handebol nos Jogos Olímpicos de Verão de 1972
O handebol nos Jogos Olímpicos de Verão de 1972 foi realizado em Munique, na Alemanha Ocidental. Após uma ausência de 36 anos, o handebol fez sua segunda aparição em Olimpíadas, a última havia sido em Berlim, também na Alemanha, durante os Jogos de 1936.

## Masculino
| Ouro | Prata | Bronze |
| Iugoslávia Zoran Živković Abaz Arslanagić Miroslav Pribanić Petar Fajfrić Milorad Karalić Đoko Lavrnić Slobodan Mišković Hrvoje Horvat Branislav Pokrajac Zdravko Miljak Milan Lazarević Nebojša Popović Zdenko Zorko Albin Vidović | Checoslováquia Ladislav Beneš František Brůna Vladimír Haber Vladimír Jarý Jiří Kavan Arnošt Klimčík Jaroslav Konečný František Králík Jindřich Krepindl Vincent Lafko Andrej Lukošík Pavel Mikeš Petr Pospíšil Ivan Satrapa Zdeněk Škára Jaroslav Škarvan | Romênia Ştefan Birtalan Adrian Cosma Marin Dan Alexandru Dincă Cristian Gaţu Gheorghe Gruia Roland Gunesch Gabriel Kicsid Ghiţă Licu Cornel Penu Valentin Samungi Simion Schöbel Werner Stöckl Constantin Tudosie Radu Voina |

### Primeira fase

#### Grupo A
| Equipe              | Pts | J | V | E | D | GP | GC |
| ------------------- | --- | - | - | - | - | -- | -- |
| SWE Suécia          | 4   | 3 | 1 | 2 | 0 | 40 | 34 |
| URS União Soviética | 4   | 3 | 1 | 2 | 0 | 40 | 34 |
| POL Polônia         | 3   | 3 | 1 | 1 | 1 | 35 | 38 |
| DEN Dinamarca       | 1   | 3 | 0 | 1 | 2 | 30 | 39 |

| 30 de agosto    |       |                 |
| Dinamarca       | 12–12 | União Soviética |
| Suécia          | 13–13 | Polônia         |
| 1 de setembro   |       |                 |
| Dinamarca       | 8–11  | Polônia         |
| Suécia          | 11–11 | União Soviética |
| 3 de setembro   |       |                 |
| Dinamarca       | 10–16 | Suécia          |
| União Soviética | 17–11 | Polônia         |

#### Grupo B
| Equipe                | Pts | J | V | E | D | GP | GC |
| --------------------- | --- | - | - | - | - | -- | -- |
| GDR Alemanha Oriental | 6   | 3 | 3 | 0 | 0 | 51 | 32 |
| TCH Checoslováquia    | 3   | 3 | 1 | 1 | 1 | 56 | 40 |
| ISL Islândia          | 3   | 3 | 1 | 1 | 1 | 57 | 51 |
| TUN Tunísia           | 0   | 3 | 0 | 0 | 3 | 32 | 73 |

| 30 de agosto      |       |                |
| Alemanha Oriental | 16–11 | Islândia       |
| Checoslováquia    | 25–7  | Tunísia        |
| 1 de setembro     |       |                |
| Alemanha Oriental | 21–9  | Tunísia        |
| Checoslováquia    | 19–19 | Islândia       |
| 3 de setembro     |       |                |
| Alemanha Oriental | 14–12 | Checoslováquia |
| Islândia          | 27–16 | Tunísia        |

#### Grupo C
| Equipe                 | Pts | J | V | E | D | GP | GC |
| ---------------------- | --- | - | - | - | - | -- | -- |
| ROM Romênia            | 6   | 3 | 3 | 0 | 0 | 46 | 37 |
| FRG Alemanha Ocidental | 3   | 3 | 1 | 1 | 1 | 39 | 38 |
| NOR Noruega            | 3   | 3 | 1 | 1 | 1 | 48 | 50 |
| ESP Espanha            | 0   | 3 | 0 | 0 | 3 | 39 | 47 |

| 30 de agosto       |       |                    |
| Romênia            | 18–14 | Noruega            |
| Alemanha Ocidental | 13–10 | Espanha            |
| 1 de setembro      |       |                    |
| Romênia            | 15–12 | Espanha            |
| Alemanha Ocidental | 15–15 | Noruega            |
| 3 de setembro      |       |                    |
| Romênia            | 13–11 | Alemanha Ocidental |
| Noruega            | 19–17 | Espanha            |

#### Grupo D
| Equipe             | Pts | J | V | E | D | GP | GC |
| ------------------ | --- | - | - | - | - | -- | -- |
| YUG Iugoslávia     | 6   | 3 | 3 | 0 | 0 | 63 | 45 |
| HUN Hungria        | 4   | 3 | 2 | 0 | 1 | 64 | 45 |
| JPN Japão          | 2   | 3 | 1 | 0 | 2 | 46 | 56 |
| USA Estados Unidos | 0   | 3 | 0 | 0 | 3 | 46 | 73 |

| 30 de agosto  |       |                |
| Iugoslávia    | 20–14 | Japão          |
| Hungria       | 28–15 | Estados Unidos |
| 1 de setembro |       |                |
| Iugoslávia    | 25–15 | Estados Unidos |
| Hungria       | 20–12 | Japão          |
| 3 de setembro |       |                |
| Iugoslávia    | 18–16 | Hungria        |
| Japão         | 20–16 | Estados Unidos |

### Segunda fase
As equipes classificadas da fase anterior que integravam um grupo voltam a integrar o mesmo grupo nessa fase, sendo também considerado o resultado da primeira fase. O primeiro de cada grupo avança para a disputa da medalha de ouro e os segundo colocados disputam o bronze.

#### Grupo I
| Equipe                | Pts | J | V | E | D | GP | GC |
| --------------------- | --- | - | - | - | - | -- | -- |
| TCH Checoslováquia    | 4   | 3 | 2 | 0 | 1 | 48 | 38 |
| GDR Alemanha Oriental | 4   | 3 | 2 | 0 | 1 | 36 | 34 |
| URS União Soviética   | 3   | 3 | 1 | 1 | 1 | 34 | 34 |
| SWE Suécia            | 1   | 3 | 0 | 1 | 2 | 34 | 40 |

| 6 de setembro   |       |                   |
| Suécia          | 12–15 | Checoslováquia    |
| União Soviética | 11–8  | Alemanha Oriental |
| 8 de setembro   |       |                   |
| Suécia          | 11–14 | Alemanha Oriental |
| União Soviética | 11–14 | Checoslováquia    |

#### Grupo II
| Equipe                 | Pts | J | V | E | D | GP | GC |
| ---------------------- | --- | - | - | - | - | -- | -- |
| YUG Iugoslávia         | 6   | 3 | 3 | 0 | 0 | 56 | 44 |
| ROM Romênia            | 4   | 3 | 2 | 0 | 1 | 46 | 39 |
| FRG Alemanha Ocidental | 2   | 3 | 1 | 0 | 2 | 43 | 51 |
| HUN Hungria            | 0   | 3 | 0 | 0 | 3 | 44 | 55 |

| 6 de setembro      |       |            |
| Romênia            | 20–14 | Hungria    |
| Alemanha Ocidental | 15–24 | Iugoslávia |
| 8 de setembro      |       |            |
| Romênia            | 13–14 | Iugoslávia |
| Alemanha Ocidental | 17–14 | Hungria    |

### Classificação 13º-16º lugar
| 7 de setembro |       |                |
| Dinamarca     | 29–21 | Tunísia        |
| Espanha       | 20–22 | Estados Unidos |

### Classificação 9º-12º lugar
| 7 de setembro |       |          |
| Polônia       | 20–17 | Islândia |
| Noruega       | 19–17 | Japão    |

#### 15º-16º lugar
| 9 de setembro |       |         |
| Tunísia       | 20–23 | Espanha |

#### 13º-14º lugar
| 9 de setembro |       |                |
| Dinamarca     | 19–18 | Estados Unidos |

#### 11º-12º lugar
| 9 de setembro |       |       |
| Islândia      | 18–19 | Japão |

#### 9º-10º lugar
| 9 de setembro |       |         |
| Polônia       | 20–23 | Noruega |

#### 7º-8º lugar
| 10 de setembro |       |         |
| Suécia         | 19–18 | Hungria |

#### 5º-6º lugar
| 10 de setembro  |       |                    |
| União Soviética | 17–16 | Alemanha Ocidental |

### Disputa pelo bronze
| 10 de setembro    |       |         |
| Alemanha Oriental | 16–19 | Romênia |

### Final
| 10 de setembro |       |                |
| Iugoslávia     | 21–16 | Checoslováquia |

## Classificação final
| Pos. | País               |
| ---- | ------------------ |
|      | Iugoslávia         |
|      | Tchecoslováquia    |
|      | Romênia            |
| 4    | Alemanha Oriental  |
| 5    | União Soviética    |
| 6    | Alemanha Ocidental |
| 7    | Suécia             |
| 8    | Hungria            |
| 9    | Noruega            |
| 10   | Polónia            |
| 11   | Japão              |
| 12   | Islândia           |
| 13   | Dinamarca          |
| 14   | Estados Unidos     |
| 15   | Espanha            |
| 16   | Tunísia            |